# تاتبوری
تاتبوری (به انگلیسی: Tutbury) یک روستا و محله مدنی در بریتانیا است که در استافوردشر شرقی واقع شده‌است. تاتبوری ۳٬۰۷۶ نفر جمعیت دارد.